# Matola (rijeka)
Matola ( por. Rio Matola) je vodotok koji se nalazi u pokrajini Maputo u Mozambiku. Duga je 60 kilometara i ulijeva se u Estuário do Espírito Santo, na čijim su obalama izgrađeni grad Maputo i luka Maputo.
Ranije se rijeka zvala Espírito Santo, što je dovelo do imena estuarija koji dijeli s tri druge rijeke: Tembe, Mbuluzi i Infulene.

## Vanjske poveznice
|  | Zajednički poslužitelj ima još gradiva o temi Matola (rijeka) |